# Portwrinkle
Portwrinkle – wieś w Anglii, w Kornwalii, położona u nasady półwyspu Rame, nad zachodnim krańcem zatoki Whitsand Bay (kanał La Manche). Leży 92 km na wschód od miasta Penzance i 320 km na południowy zachód od Londynu.